# گروتریان-اشتاینوگ
گروتریان-اشتاینوگ (انگلیسی: Grotrian-Steinweg) شرکت تجهیزات موسیقی آلمانی است، که در سال ۱۸۳۵ تأسیس شد.